# French Open-mesterskabet i mixed double 2013
Mixed double-turneringen ved French Open 2013 var den 101. mixed double-turnering ved French Open i tennis. Mesterskabet blev vundet af det tjekkiske par bestående af Lucie Hradecká og František Čermák, som dermed vandt French Open-titlen for første gang. I finalen besekrede de useedede tjekker et par bestående af Kristina Mladenovic og Daniel Nestor med 1-6, 6-4, [10-6]. Det var første gang siden 1991, at mesterskabet blev vundet af et tjekkisk par.
Sania Mirza og Mahesh Bhupathi var forsvarende mestre, eftersom de i 2012 vandt titlen for første gang. De forsvarede imidlertid ikke titlen som par, eftersom Sania Mirza i 2013 stillede op i par med Robert Lindstedt, mens Mahesh Bhupathi havde Casey Dellacqua som makker. Begge par blev slået ud i første runde.
Turneringen havde dansk deltagelse i skikkelse af Frederik Løchte Nielsen, som stillede om sammen med Hsieh Su-Wei fra Taiwan. Parret tabte i ottendedelsfinalerne.

## Hovedturnering

### Spillere
Hovedturneringen har deltagelse af 32 par. Heraf havde 26 par kvalificeret sig i kraft af deres ranglisteplacering pr. [[]] 2013, mens seks par havde modtaget et wildcard (WC).

### Resultater
| Sania Mirza      |
| Robert Lindstedt |

| Cara Black           |
| Aisam-ul-Haq Qureshi |

| Cara Black           |
| Aisam-ul-Haq Qureshi |

| Sorana Cîrstea |
| David Marrero  |

| Hsieh Su-Wei     |
| Frederik Nielsen |

| Hsieh Su-Wei     |
| Frederik Nielsen |

| Cara Black           |
| Aisam-ul-Haq Qureshi |

| Nadia Petrova        |
| Juan Sebastián Cabal |

| Nadia Petrova        |
| Juan Sebastián Cabal |

| Mandy Minella  |
| Alexander Peya |

| Nadia Petrova        |
| Juan Sebastián Cabal |

| Anastasia Rodionova |
| Santiago González   |

| Anastasia Rodionova |
| Santiago González   |

| Casey Dellacqua |
| Mahesh Bhupathi |

| Cara Black           |
| Aisam-ul-Haq Qureshi |

| Katarina Srebotnik |
| Nenad Zimonjić     |

| Kristina Mladenovic |
| Daniel Nestor       |

| Caroline Garcia |
| Marc Gicquel    |

| Katarina Srebotnik |
| Nenad Zimonjić     |

| Heather Watson  |
| Jonathan Marray |

| Alizé Lim     |
| Jérémy Chardy |

| Alizé Lim     |
| Jérémy Chardy |

| Katarina Srebotnik |
| Nenad Zimonjić     |

| Zhang Shuai   |
| Julian Knowle |

| Kristina Mladenovic |
| Daniel Nestor       |

| Rachel Kops-Jones |
| Treat Conrad Huey |

| Zhang Shuai   |
| Julian Knowle |

| Abigail Spears |
| Scott Lipsky   |

| Kristina Mladenovic |
| Daniel Nestor       |

| Kristina Mladenovic |
| Daniel Nestor       |

| Kristina Mladenovic |
| Daniel Nestor       |

| Liezel Huber |
| Marcelo Melo |

| Lucie Hradecká   |
| František Čermák |

| Severine Beltrame |
| Benoît Paire      |

| Liezel Huber |
| Marcelo Melo |

| Jelena Janković |
| Leander Paes    |

| Jelena Janković |
| Leander Paes    |

| Galina Voskobojeva |
| Daniele Bracciali  |

| Liezel Huber |
| Marcelo Melo |

| Květa Peschke    |
| Marcin Matkowski |

| Lisa Raymond |
| Bruno Soares |

| Andrea Hlaváčková |
| Lukáš Dlouhý      |

| Andrea Hlaváčková |
| Lukáš Dlouhý      |

| S. Foretz Gacon   |
| É. Roger-Vasselin |

| Lisa Raymond |
| Bruno Soares |

| Lisa Raymond |
| Bruno Soares |

| Liezel Huber |
| Marcelo Melo |

| Anna-Lena Grönefeld |
| Horia Tecău         |

| Lucie Hradecká   |
| František Čermák |

| Julie Coin    |
| Nicolas Mahut |

| Anna-Lena Grönefeld |
| Horia Tecău         |

| Kirsten Flipkens |
| Colin Fleming    |

| Natalie Grandin |
| Filip Polášek   |

| Natalie Grandin |
| Filip Polášek   |

| Natalie Grandin |
| Filip Polášek   |

| Lucie Hradecká   |
| František Čermák |

| Lucie Hradecká   |
| František Čermák |

| Ashleigh Barty |
| Rohan Bopanna  |

| Lucie Hradecká   |
| František Čermák |

| Daniela Hantuchová |
| Jean-Julien Rojer  |

| Daniela Hantuchová |
| Jean-Julien Rojer  |

| Jelena Vesnina |
| Maks Mirnyj    |